# Ігри автоматів
І́гри автома́тів — колективна взаємодія автоматів (детермінованих або імовірнісних), при якій кожен автомат імітує гравця, а платіжна матриця гравцям невідома. 
Кожна партія гри полягає у виборі кожним з автоматів деякого вихідного сигналу з безлічі вихідних сигналів, що є у автомата. Після вибору значення вихідного сигналу (одноходовій чистій стратегії даного гравця) інформація про вибір всіх автоматів поступає на деякий пристрій (середовище, або оракул). Середовище має інформацію про матрицю платежів і на підставі даних про вибрані вихідні сигнали автоматів формує вхідні сигнали на кожний з автоматів. Цей вхідний сигнал імітує величину виграшу, отриманого автоматом в даній партії. Після цього починається реалізація нової партії гри.

## Види ігор автоматів
Автоматів ігри можна класифікувати
- за типом автоматів, які беруть участь в грі,
- способу визначення виграшів автоматів
- за властивостями платіжної матриці.

Було показано (для простих випадків аналітично, для складніших — шляхом моделювання процесу гри на ЕОМ), що за певних умов автомати, що грають в гру антагоністичну з нульовою сумою, по числу партій виходять асимптотично на оптимальні змішані стратегії, а в іграх з нульовою сумою — виходять на точку рівноваги (точку Неша).
Особливістю колективної взаємодії автоматів є можливість такої дії середовища на автомати, при якому автомати виходитимуть не з принципу досягнення кожним з гравців свого «особистого» благополуччя, а з принципу досягнення загального благополуччя всього колективу гравців. У зв'язку з цим радянський математик М. Л. Цетлін (1924—†66) сформулював принцип загальної каси. При загальній касі середовище підсумовує виграші всіх автоматів і ділить отриманий результат на число гравців, що беруть участь в грі. Таким чином, в кінці кожної партії гри всі гравці отримують однакові виграші. Було показано, що принцип загальної каси у ряді випадків приводить колектив гравців в точку рівноваги.